# Seedot
Seedot (japanski: タネボー Tanebō) jedan je od 1025 fiktivnih vrsta Pokémona iz medijske franšize Pokémon, skupa Pokémon videoigara, animiranih serija, manga stripova, knjiga, igraćih karata i drugih medija kojima je tvorac Satoshi Tajiri. Svrha je Seedota u videoigrama, animiranoj seriji i manga stripovima, kao i svrha ostalih Pokémona, borba s divljim Pokémonima – neukroćenim stvorenjima koje igrači i likovi pronalaze dok kreću na razne avanture – i pripitomljenim Pokémonima drugih Pokémon trenera.
Ime "Seedot" dolazi od engleskih riječi "seed" = sjemenka, i "dot" = točka.

## Biološke karakteristike
Seedot je biće koje podsjeća na uvećani žir s ispraznim očima, parom nogu, i sivim "šeširom" te mu život nalikuje onom u žira. Koristeći vršak svoje glave kako bi se zakvačio za granu, Seedot siše vlagu i hranjive tvari iz drveta. U ovom stanju, kada je nepomičan, nemoguće ga je razlikovati od običnog žira. Vjerojatno uživa u ovoj kamuflaži jer obožava plašiti Pidgeyje koji se hrane u blizini iznenada se tresući. Kada Seedot završi s hranjenjem, njegovo tijelo postane toliko teško da padne na tlo s tupim udarcem.
Seedot ima beznačajan izgled. Što više vode upije iz drveta, blistavije mu tijelo postaje, što ga u nekim slučajevima tjera da upije više vode nego što je potrebno, što rezultira njegovim padom na tlo. Svakodnevno koristi lišće da bi ulaštio svoje maleno tijelo.

## U videoigrama
Seedota se može pronaći samo u Pokémon Ruby i Emerald verzijama, što znači da se mora razmijeniti u Sapphire verziju, kao i FireRed i LeafGreen verzije kako bi se ispunio Pokédex. U igrama u kojima se može pronaći, veoma je rijedak te ga se teško pronalazi. U Pokémon XD: Gale of Darkness, može ga se oteti Hexagon Bratu Greesixa.
Seedota je teško trenirati zbog njegovih niskih statistika i groznog početnog seta tehnika. Njegova prva tri napada, Čekanje prilike (Bide) – upija štetu dva kruga te je uzvraća dvostruko, Otvrdnjavanje (Harden) – podiže Defense, istovremeno smanjujući upijenu štetu i Povećavanje (Growth) – povećava Special Attack (jer Seedot prirodno ne uči nijedan specijalni napad, ova je tehnika potpuno beskorisna), uopće ne idu zajedno. Seedota se može usporediti s njegovim dvojnikom Lotadom iz Sapphire verzija, s tim da Seedot ima malo više Atack i Defense statuse i niže Special Attack i Special Defense statuse. Seedot evoluira u Nuzleafa, Travnatog/Mračnog Pokémona na veoma ranoj 14. razini.
Seedot je zanimljiv što se tiče napada koje uči kroz stjecanje iskustva. Može naučiti Sintezu (Synthesis) na 21. razini, i Ekploziju (Explosion) na 43. razini, te ih može prenijeti na njegove evoluirane oblike, Nuzleafa i Shiftryja. Nuzleaf i Shiftry ne mogu ni na jedan način naučiti ove napade, osim varanjem koristeći se raznim šiframa i kodovima. Još jedna zanimljiva činjenica je ta da Seedot u Pokémon XD: Gale of Darkness nauči tehniku Osvježenja (Refresh) kada se otvori put do njegovog srca. Inače, tu tehniku Seedot i njegovi evoluirani oblici ne mogu naučiti prirodnim putem.

## U animiranoj seriji
Seedot je imao nekoliko pojavljivanja u Pokémon animiranoj seriji. Jedno od njih bilo je u epizodi u kojoj Ash, May, Brock i Profesor Birch otkriju da su tri Seedota nesretna. Birch ih premjesti u drugo područje, gdje su ponovo sretni. U drugom pojavljivanju, Seedot igra značajnu ulogu upoznavajući Sestru Joy sa Shiftryjem, koji joj daje cijelo svoje pleme Nuzleafa.
Seedot ima nekoliko manjih uloga u Pokémon filmu Destiny Deoxys, te je jedan od Pokémona koje otme Shadow Deoxys, i jedan od Pokémona koji se približi Brocku da bi probao malo njegove Pokémon hrane tijekom scene ručka (ova scena može se vidjeti samo na DVD-u, izrezana je iz ostalih prikazivanja).  